# Thank You, I'm Sorry
Trupa "Thank You, I'm Sorry", a fost formată în 2018, ca proiect solo al solistului Colleen Dow.  La începutul anului 2020, solistul a semnat cu casa de discuri din Michigan , Count Your Lucky Stars Records .  Dow a înregistrat solo și a lansat un album acustic în februarie 2020, intitulat The Malta House .  Titlul albumului este o referire la localitatea Malta, Illinois .  După lansarea albumului The Malta House, proiectul s-a extins la un format cu patru membri , format din Dow, basistul Bethunni Schreiner, chitaristul Abe Anderson și bateristul Sage Livergood.  Grupul și-a lansat albumul de debut I'm Glad We're Friends pe 21 august 2020, impreună cu Count Your Lucky Stars.  Albumul a primit recenzii pozitive.  La începutul anului 2022, trupa a lansat o nouă melodie intitulată „Parliments”.   Al doilea album al lor, Growing in Strange Places, a fost lansat pe 29 septembrie 2023, care a fost ultima lor lansare sub Count Your Lucky Stars. Pe 31 ianuarie 2024, au anunțat un EP intitulat Repeating Threes care va fi lansat independent pe 8 martie.

## Discografie
| Titlu                     | Detalii |
| ------------------------- | --- |
| I'm Glad We're Friends    | Lansare pe: 21 August, 2020 Casa de discuri: Count Your Lucky Stars Formate: LP, descarcare digitala, streaming  |
| Growing in Strange Places | Lansare: 29 Septembrie, 2023 Casa de discuri: Count Your Lucky Stars Formate: LP, descarcare digitala, streaming |

### Albume acustice
| Titlu           | Detalii |
| --------------- | --- |
| The Malta House | - Lansare: 7 februarie, 2020 - Casa de discuri: Count Your Lucky Stars - Formate: casetă, descărcare digitală, streaming |

### EP-uri
| Titlu            | Detalii                                                                               |
| ---------------- | ------------------------------------------------------------------------------------- |
| Repeating Threes | - Lansare: 8 martie 2024 - Casa de discuri: Independent - Format: Descărcare digitală |

### EP-uri de compilare
| Titlu | Detalii                                                                                                  |
| --- | --- |
| Quarantine Comp (with Abe Anderson, The Acid Flashback at Nightmare Beach, Jimmy Montague, Marco Aziel, and Ness Lake) | - Lansare: 27 martie 2020 (numai Bandcamp ) - Casa de discuri: Independent - Format: Descărcare digitală |

1. 1 2 3 4  Galil, Leor (9 septembrie 2020). „Thank You, I'm Sorry harnesses midwestern emo to conquer unyielding malaise on I'm Glad We're Friends”. Chicago Reader⁠(d). Accesat în 21 iulie 2022.
2. ↑  Carr, Cameron (13 iulie 2020). „News: Thank You, I'm Sorry Share "Manic Pixie Dream Hurl"”. New Noise Magazine. Accesat în 21 iulie 2022.
3. ↑  DeVille, Chris (21 august 2020). „Thank You, I'm Sorry Anxiously Spring To Life On I'm Glad We're Friends, Their Second Album Of 2020”. Stereogum⁠(d). Accesat în 21 iulie 2022.
4. ↑  Crowley, James (25 august 2020). „Review: Thank You, I'm Sorry Spill Their Guts on 'I'm Glad We're Friends'”. Atwood Magazine. Accesat în 21 iulie 2022.
5. ↑  Moore, Em (11 mai 2022). „Thank You, I'm Sorry release new song Parliaments”. PunkNews. Accesat în 21 iulie 2022.
6. ↑  „Thank You, I'm Sorry "Parliaments"”. The Deli⁠(d). Accesat în 21 iulie 2022.[nefuncțională – arhivă]